# Konstantin Komarek
Konstantin Komarek, född 8 november 1992 i Wien i Österrike, är en österrikisk ishockeyspelare (forward) som spelar för Västerås IK i Hockeyallsvenskan.

## Karriär
Konstantin Komarek började spela ishockey i Wiener Eislöwen Verein i Österrike. Komarek spelade sedan med EHC Team Wien för säsongen 2007/2008. Komarek flyttade sedan inför säsongen 2008/2009 till Sverige, närmare bestämt Luleå, för att gå hockeygymnasiet där och började sen att spela med Luleå HF:s J18-lag.
Komarek fick sedan också spela med J20-laget säsongen 2009/2010. Under säsongen 2010/2011 fick han debutera med A-laget i Elitserien i en match mot Timrå IK.
Han gjorde sitt första Elitseriemål på Daniel Larsson i en match mot HV71 som vann hela grundserien säsongen 2010/2011 men åkte snabbt ut i SM-slutspelet. Luleå, som Komarek fick fortsätta spela med, gick under slutspelet till en sjätte match i semifinalen. Han fick spela 12 matcher och gjorde ett mål och två assist.
Konstantin Komarek har även fått spela med Österrikes J18-landslag från säsongen 2007/2008 till 2009/2010, och med Österrikes J20- landslag från 2009/2010 till 2010/2011. Säsongen 2010/2011 fick han spela två matcher med Österrikes herrlandslag. Komarek blev klar för Karlskrona HK den 24 april 2017 efter att den gångna säsongen, 2016/2017, spelat i seriekonkurrenten IF Malmö Redhawks. Övergången blev inte officiell förrän några dagar senare då Karlskrona HK bekräftade det på sin hemsida.
Den 26 maj 2018 meddelades att han skrivit på för Malmö Redhawks inför säsongen 2018–2019. Han återvände till Luleå HF i januari 2020.

### Västerås IK
Inför säsongen 2023/24 skrev Konstantin på för Västerås IK och ansågs redan på förhand vara en av Hockeyallsvenskans största värvningar, om inte den största, inför säsongen. Förväntningarna var stora och han valdes även till assisterande kapten. Under säsongen växte han verkligen fram som en ledarfigur både på och utanför planen. Hans starka karaktär och ledarskap uppmärksammades av VIK Support i slutet av säsongen då han tilldelades priset som "VIK Supports MVP säsongen 23/24". Under säsongen tvingades VIK sälja några av nyckelspelarna för att klara ekonomin vid ett eventuellt missat slutspel. Komareks starka karaktär och ädla känsla för lojalitet sattes på prov då det fanns möjligheter för honom att gå till andra klubbar. Även om en stor broms i det hela var den otroligt höga prislappen och en vägran från sportchefen, påtalade Komarek själv att han inte tänker ge upp på VIK bara för att det sportsliga inte kuggar just nu. Med 50 poäng på 48 spelade matcher under säsongen 2023/24 visade Komarek att han både höll absolut högsta klass i en något sämre liga och att han levde upp till de förväntningar som fanns på honom som en absolut spets och ledande spelare i laget, både på och utanför isen.
Konstantin medverkade i en reklamfilm för McDonalds under sitt första år i Västerås. Filmen fick viss medial uppmärksamhet och visar prov på vilken charm den österrikiska norrländskan som han talar besitter.

## Meriter
- EBEL - Mästare 2016
- JVM (D1|B) - Brons 2011
- J20 SuperElit - SM-brons 2010
- JVM U18 D1 - Brons 2009
- JVM U18 D1 - Brons 2008

## Utmärkelser
- VIK Supports MVP säsongen 23/24

### Fotnoter
1. ↑  Camilla Landin (26 maj 2018). ”Österrikare återvänder till Redhawks” (på svenska). Skåndska dagbladet. Arkiverad från originalet den 27 maj 2018. https://web.archive.org/web/20180527201536/http://www.skd.se/2018/05/26/osterrikare-atervander-till-redhawks/. Läst 26 maj 2018.
2. ↑  ”Drömvärvningen är i hamn – stjärnan klar för Västerås” (på engelska). Hockeysverige. https://hockeysverige.se/2023/05/09/vasteras-dromvarvning-ar-i-hamn-konstantin-komarek-ar-klar. Läst 1 maj 2024.
3. ↑  ”MVP & HEDERSPRIS | VIK Support”. www.viksupport.com. https://www.viksupport.com/vik-support/mvp-hederspris-40478939. Läst 1 maj 2024.
4. ↑  ”VIK-stjärnan: ”Hyckleri om jag skulle dra””. VLT. 18 mars 2024. https://www.vlt.se/2024-03-18/vik-stjarnan-hyckleri-om-jag-skulle-dra/. Läst 1 maj 2024.
5. ↑  ”Västerås IK & Co”. https://www.youtube.com/watch?v=SAfGI34w75s. Läst 1 maj 2024.